# Zoothera everetti
Zoothera everetti là một loài chim trong họ Turdidae.